# Mittenothamnium sellovii
Mittenothamnium sellovii är en bladmossart som beskrevs av Jules Cardot 1913. Mittenothamnium sellovii ingår i släktet Mittenothamnium och familjen Hypnaceae. Inga underarter finns listade i Catalogue of Life.